# MaximumHappy II
MaximumHappy II — двенадцатый студийный альбом российской панк-рок-группы «Тараканы!». Выпущен 2 сентября 2013 года. Является второй частью двойного альбома: первая, MaximumHappy I, увидела свет 25 марта 2013 года.

## История создания
Запись песен для первой и второй частей альбома MaximumHappy проходила одновременно, с 18 ноября по 6 декабря 2012 года на студиях Stereo-Labs Studio и Rock or Die Studios в немецком городе Дюссельдорфе. Сведение материала проходило там же. Альбом записывался с помощью краудфандинга, проведённого на портале Planeta.ru. Дмитрий Спирин в интервью радиостанции «Маяк» признался, что несмотря на объявленный сбор средств среди поклонников группы, «Тараканы!» поехали записывать альбом на свои деньги, не рассчитывая, что им удастся собрать заявленную сумму в 250 000 рублей. Однако, несмотря на то, что собранная сумма в 2 раза превысила заявленную, реальные затраты на альбом были гораздо больше. Группа просто не хотела отпугнуть акционеров суммой порядка миллиона рублей.

## Список композиций
| №  | Название                                              | Длительность |
| -- | ----------------------------------------------------- | ------------ |
| 1. | «Я — это я!»                                          | 2:26         |
| 2. | «Рыжий и длинный» (feat. Фрэнк Тёрнер)                | 3:15         |
| 3. | «Потеря сознания»                                     | 3:09         |
| 4. | «Пойдём на улицу!»                                    | 3:01         |
| 5. | «Разжигай костры»                                     | 3:09         |
| 6. | «Самый счастливый человек на Земле» (feat. Anacondaz) | 4:29         |
| 7. | «Я выпускаю себя на свободу»                          | 2:56         |
| 8. | «Speak Russian or die!»                               | 2:18         |
| 9. | «Любовь со 101 взгляда»                               | 3:24         |

## Видеоклип
На песню «Любовь со 101 взгляда» был снят видеоклип. Его премьера состоялась 13 сентября 2013 года на телеканале «Муз-ТВ». Съёмка проводилась в январе 2013 года в Испании, параллельно со съёмкой клипа на песню «Пять слов» с альбома MaximumHappy I. Автор обоих клипов — Александр Соломатин. Его идея заключалась в том, что «Пять слов» и «Любовь со 101 взгляда» — это две серии, две части одной истории. История в клипе «Любовь со 101 взгляда» начинается там, где она в клипе «Пять слов» остановилась.

## Участники записи
Группа «Тараканы!»
- Дмитрий Спирин — вокал
- Василий Лопатин — гитара
- Николай Стравинский — гитара
- Александр Пронин — бас-гитара
- Сергей Прокофьев — барабаны

Приглашенные музыканты
- Микаэль Черницки — бэк-вокал
- Фрэнк Тёрнер (ex-Million Dead) — вокал
- Сергей Карамушкин (Anacondaz) — вокал
- Артём Хорев (Anacondaz) — вокал